# Final Destination Bloodlines
Final Destination Bloodlines è un film del 2025 diretto da Zach Lipovsky e Adam Stein.
La pellicola è il sesto capitolo del franchise di Final Destination.

## Trama
Stefani Reyes è una ragazza di diciotto anni che frequenta il college e da due mesi è tormentata da un terribile incubo ricorrente, all'interno del quale assiste impotente alla morte di centinaia di persone causata dal cedimento di un ristorante sospeso su una torre. Ritenendo che la ragazza nel sogno, Iris, possa avere a che fare con la nonna materna, dato che entrambe hanno lo stesso nome, la giovane si confida con la sua compagna di stanza, la quale le suggerisce di tornare a casa per scoprire se dietro alla sua supposizione ci sia del vero. Stefani segue il consiglio e ritorna così a casa, accolta dal padre Marty e dal fratello minore Charlie; Stefani spiega al padre che vorrebbe scoprire di più sulla nonna materna Iris, ma il padre si dimostra contrario. Charlie si sta recando a casa dei suoi cugini e Stefani si offre di accompagnarlo lei stessa, ma non prima che il padre la ammonisca che non deve fare parola di Iris a Howard, il figlio di Iris e zio di Stefani e Charlie, in quanto non desidera sentirne parlare.
Arrivati a casa dello zio Howard, i due vengono accolti dalla moglie Brenda e i suoi tre figli Erik, Julia e Bobby. Dopo essersi accorta di non essere particolarmente aggiornata sulla vita del fratello minore, Stefani si confida con la zia Brenda, che è l'unica che può darle risposte su Iris. La zia cede e le suggerisce di guardare in un cassetto, dove ha tenuto delle lettere mandate da Iris, dalle quali Stefani riesce a ricavare dove lei si trovi attualmente.
Stefani quindi si mette in viaggio e si reca da Iris, che vive in un capanno fortificato. Prima di farla entrare, la donna le fa togliere tutti gli effetti personali di dosso, dopodiché la fa avvicinare a lei molto lentamente, in quanto è molto prudente e restia di fronte alla ragazza che si trova davanti, ma capisce in fretta che si tratta di fatto di sua nipote, notando la somiglianza con la figlia Darlene. Da Stefani, Iris scopre che Darlene ha abbandonato la famiglia quando lei era ancora giovane; quando la nipote le racconta del suo incubo ricorrente, la nonna le conferma che anni fa salvò molte vite dal crollo di quella torre tramite una premonizione. Di conseguenza, negli anni a seguire la Morte iniziò a uccidere i sopravvissuti nell'ordine in cui sarebbero dovuti morire al crollo della torre. Dopo la morte del marito Paul a seguito di un incidente, Iris ha passato il resto della sua vita nell'isolamento e nella paranoia, venendo ritenuta pazza dai suoi stessi figli; pur essendo riuscita a proteggersi dalla Morte per tutti quegli anni, alla fine quest'ultima l'ha raggiunta ugualmente attraverso il cancro. Iris avverte quindi la nipote che la Morte arriverà presto a colpire la loro famiglia, ma, grazie a un libro nel quale ha documentato il comportamento dell'entità e i suoi schemi, può riuscire a istruirla su come proteggere lei e il resto del parentado; per farlo, deve restare nel capanno con lei prima che il cancro abbia la meglio. Stefani tuttavia, terrorizzata e non credendo a una singola parola di ciò che Iris le sta dicendo, decide di andarsene ed esce dal capanno. Iris la segue per consegnarle il libro e nel tentativo di dimostrare le sue convinzioni si lascia trafiggere da un segnavento, morendo sotto gli occhi sgomenti di Stefani.
Dopo il funerale di Iris, fa ritorno Darlene, la madre di Stefani e Charlie, a cui la figlia rinfaccia di essere stata assente fin dalla loro infanzia. Stefani leggendo il libro di Iris scopre che la Morte, oltre a riprendersi le vite delle persone che sarebbero dovute morire alla torre, negli anni ha colpito anche i loro discendenti, i quali non sarebbero mai dovuti esistere; inoltre trova nelle pagine dei riferimenti a una persona chiamata JB, il quale avrebbe trovato un modo per sconfiggere la Morte. In occasione di un barbecue di famiglia Howard, a causa di una reazione a catena, muore tragicamente investito da un tosaerba. Quella stessa notte, un'altra concatenazione di eventi provoca un incendio nel negozio di tatuaggi di Erik, ma lui si salva grazie ai suoi abiti in pelle che lo proteggono dalle fiamme. Il giorno dopo, Stefani e Charlie si recano da Erik per metterlo in guardia, ma Julia resta bloccata all'interno del compattatore di un camion dell'immondizia e nel tentativo di uscire muore decapitata dallo sportello, che le strappa anche un braccio. La famiglia inizia così a comprendere che la Morte sta colpendo i discendenti di Iris seguendo l'ordine di età, iniziando dal ramo di sangue di Howard prima di passare a quello di Darlene; Marty e Brenda possono ritenersi salvi, non essendo legati a Iris da vincoli di sangue, mentre Erik è stato risparmiato perché nato da una relazione illegittima. Darlene propone quindi di andare a cercare JB, che si rivela essere William Bludworth; quest'ultimo racconta che anni fa Iris lo salvò da bambino dal crollo della torre e che negli anni loro due avevano cercato innumerevoli modi per ingannare la Morte. Bludworth, ormai malato di cancro e in attesa di morire quando la Morte avrà terminato il suo lavoro con la linea di sangue di Iris, prima di andarsene rivela che le uniche due strategie per salvarsi sono uccidere qualcuno per "rubarne" la vita
oppure morire e farsi rianimare.
Erik e Bobby tentano così la seconda strategia, con il primo che fa mangiare al secondo uno snack alle arachidi, a cui è allergico, per provocargli una reazione fatale e rianimarlo, ma il piano fallisce tragicamente: una risonanza magnetica si attiva e strappa i piercing di Erik, che viene poi colpito alla schiena da una sedia a rotelle, venendo smembrato davanti agli occhi del fratello, il quale viene a sua volta ucciso dalla molla di un distributore automatico, che si stacca e gli trafigge la testa. Stefani, Charlie e Darlene decidono di rifugiarsi nella capanna di Iris con il camper di Darlene, che morirà schiacciata  da un lampione. Un'esplosione distrugge il capanno e fa finire il camper in un lago, dove Stefani resta intrappolata rischiando di affogare, ma Charlie riesce a salvarla rianimandola.
Una settimana dopo, Stefani e Charlie si preparano per il ballo scolastico, convinti che la rianimazione di Stefani abbia posto fine al disegno della Morte. Tuttavia, il padre del ragazzo che accompagna Stefani al ballo afferma che tecnicamente la ragazza era ancora viva, in quanto aveva solo perso conoscenza e il suo cuore non aveva mai smesso di battere. In quel preciso istante Stefani ha appena il tempo di rendersi conto che lei ed il fratello non sono mai stati al sicuro, che un treno merci deraglia nelle immediate vicinanze e il suo carico si riversa sulla strada. Nonostante un’iniziale parvenza di stabilizzazione del convoglio distrutto, un pianale carico di tronchi d'albero investe Stefani e Charlie, schiacciandoli sull’asfalto davanti agli occhi inorriditi dei compagni di scuola.

## Produzione
La sceneggiatura è stata sviluppata da Busick, Evans e Jon Watts. Le riprese si sono svolte a Vancouver tra il 4 marzo e il 13 maggio 2024.
È l'ultimo film interpretato da Tony Todd, al tempo delle riprese già gravemente malato.

## Colonna sonora
La colonna sonora di Final Destination Bloodlines è stata pubblicata dalla Lakeshore Records nella stessa data dell'uscita del film, il 16 maggio 2025. È il terzo album della colonna sonora di Final Destination ad essere pubblicato, preceduta dalla colonna sonora del film Final Destination 5 (2011).
Canzoni commerciali del film, ma non nella colonna sonora 
- "Bad Moon Rising" dei Creedence Clearwater Revival
- "Ring of Fire" di Johnny Cash
- "|Fallin'", di Connie Francis
- "Shout", dei The Isley Brothers
- "Raindrops Keep Fallin' on My Head", di Bobbie Gentry
- "Escape", di Rupert Holmes
- "Enter the Grave", di Evile
- "Without You", di Air Supply
- "What Doesn't Kill You (Stronger)", di Kelly Clarkson
- "Spirit in the Sky", di Norman Greenbaum

### Tracce
L'album contiene 32 brani composti da Tim Wynn .
1. "Bloodlines (Titoli di coda)" (1:45)
2. "Elevator Ride" (1:46)
3. "The MRI" (2:25)
4. "We Can't Give In" (1:46)
5. "Bludworth's Goodbye" (2:45)
6. "Bludworth" (2:43)
7. "Escape to the Compound" (1:36)
8. "Two of Us" (2:30)
9. "The Plan" (1:45)
10. "Waterworld" (2:44)
11. "Seeing is Believing" (1:50)
12. "The Skyview" (1:29)
13. "Lawnmower Man" (2:00)
14. "Drive to Iris" (1:34)
15. "Meet Bludworth" (1:08)
16. "I See You" (1:33)
17. "Decoding Iris' Book" (1:23)
18. "Connecting the Dots" (4:13)
19. "Resurrection" (3:19)
20. "I Screwed Up the Order" (3:03)
21. "Tower of Terror" (2:21)
22. "Tempting Death" (1:43)
23. "Technically You Weren't Dead" (1:15)
24. "Graveyard" (2:02)
25. "Recycling" (1:11)
26. "Your Plan is Nuts" (2:06)
27. "Premonition" (1:01)
28. "The Book" (1:42)
29. "Psycho Grandma" (1:46)
30. "The Collapse" (1:05)
31. "Look After Paco" (1:38)
32. "The Compound" (2:02)
33. "End Credits Suite" (5:13)

## Promozione
Il primo trailer è stato diffuso il 25 marzo 2025.

## Distribuzione
Il film è stato distribuito dalla Warner Bros. Pictures nelle sale italiane dal 15 maggio 2025 e in quelle nordamericane dal giorno dopo.

## Accoglienza

### Incassi
Il film ha incassato 138130814 $ in Nord America e 147200000 $ nel resto del mondo, per un totale di 285330814 $. In Italia ha incassato 1368010 €.

### Critica
Final Destination Bloodlines ha ricevuto critiche e recensioni positive. Su Rotten Tomatoes il film ha il 92% di recensioni positive, su Metacritic il voto medio è di 73/100. È il film più recensito della saga.